# 安德魯·哈里森 (籃球運動員)
安德魯·迈克尔·哈里森（英語：Andrew Michael Harrison，1994年10月28日—）為美國男子籃球運動員。
哈里森有個雙胞胎哥哥亞倫，同樣是籃球運動員。哈里森征戰NBA三個賽季，接連效力過孟菲斯灰熊、克里夫兰骑士、新奥尔良鹈鹕。2020年12月2日，中国男子篮球职业联赛北京紫禁勇士完成註冊哈里森。

## 外部連結
- 安德魯·哈里森在fiba.basketball（英语）
- 安德魯·哈里森在NBA官網（英语）
- 安德魯·哈里森在NBA G聯盟官網（英语）
- 安德魯·哈里森在歐洲籃球聯賽官網（英语）
- 安德魯·哈里森在TBLStat.net（英语）
- 安德魯·哈里森在中国男子篮球职业联赛官網
- 安德魯·哈里森在Basketball-Reference.com（NBA）（英语）
- 安德魯·哈里森在Basketball-Reference.com（NBA G聯盟）（英语）
- 安德魯·哈里森在Basketball-Reference.com（國際）（英语）
- 安德魯·哈里森在Sports-Reference.com（NCAA）（英语）
- 安德魯·哈里森在ESPN（NBA）（英语）
- 安德魯·哈里森在Eurobasket.com（球員）（英语）
- 安德魯·哈里森在Proballers（英语）
- 安德魯·哈里森在RealGM（英语）
- 安德魯·哈里森在中国篮球数据库
- 安德魯·哈里森在Flashscore（英语）